# Lithidiopsis
Lithidiopsis is een geslacht van rechtvleugeligen uit de familie Lithidiidae. De wetenschappelijke naam van dit geslacht is voor het eerst geldig gepubliceerd in 1956 door Dirsh.

## Soorten
Het geslacht Lithidiopsis omvat de volgende soorten:
- Lithidiopsis carinatus Dirsh, 1956
- Lithidiopsis rugulosus Dirsh, 1956